# Église Saint-Corneille-et-Saint-Cyprien de Chartrettes
Pour les articles homonymes, voir Église Saint-Corneille-et-Saint-Cyprien.
L’église Saint-Corneille-et-Saint-Cyprien, ou simplement église Saint-Corneille, est un édifice religieux catholique situé à Chartrettes, en France. Il est inscrit aux monuments historiques depuis 1946.

## Situation et accès
L’édifice est situé entre la place de l’Église, la rue Georges-Clémenceau et la rue Édouard-Brigeon, dans le même îlot urbain que l’hôtel de ville, dans le centre-ville de Chartrettes. Plus largement, il se trouve dans le département de Seine-et-Marne, en région Île-de-France.

## Histoire

### Fondation et évolution
La dédice de l’église a lieu pour la première fois en 1224. Après l’occupation anglaise durant la guerre de Cent Ans, elle est en partie reconstruite. En 1793 (durant la période révolutionnaire), alors que l’abbaye de Barbeau située non loin court à sa fin, les restes du roi Louis VII qu’elle hébergait sont transférés à l’église.

### Restaurations
L’église est restaurée en 1976. Au début des années 1980, des « meilleurs ouvriers de France » restaurent l’autel de la Vierge, sous la direction de l’architecte des bâtiments de France. Une nouvelle restauration de l’église intervient en 1985. En 2005, le programme pour des travaux de couverture, de maçonnerie et d’électricité n’aboutit pas. L’édifice subissant une dégradation importante, la Fondation du patrimoine lance une collecte de dons en 2016 pour de nouveaux travaux qui débutent effectivement en 2018.

## Statut patrimonial et juridique
L’église fait l’objet d’une inscription au titre des monuments historiques par arrêté du 23 novembre 1946, en tant que propriété de la commune.